# 5930 Zhiganov
Az 5930 Zhiganov (ideiglenes jelöléssel 1975 VW2) a Naprendszer kisbolygóövében található aszteroida. Tamara Mihajlovna Szmirnova fedezte fel 1975. november 2-án.